# Tetraponera monardi
Tetraponera monardi é uma espécie de formiga do gênero Tetraponera, pertencente à subfamília Pseudomyrmecinae.